# Max Grundig
Max Grundig, född 7 maj 1908 i Nürnberg, död 8 december 1989 i Baden-Baden, grundare av elektronikföretaget Grundig.
1930 startade Max Grundig tillsammans med en kompanjon Radio-Vertrieb Fürth, Grundig & Wurzer, Handel mit Radiogeräten (RVF) som handlade med radioapparater. De hade sitt huvudkontor i norra Bayern.
Framgångarna kom snart då radioapparaterna började bli var mans egendom (se Volksempfänger). Under andra världskriget förlades produktionen ute på landet då Fürth och Nürnberg bombades av allierat flyg. Grundig var en kort tid i Wehrmacht men skötte företaget vid sidan om innan han helt kunde lämna militären. När man inte längre kunde nytillverka reparerade man radioapparater. Då det förbud som efter kriget utfärdats av de allierade mot radioapparater hävdes kunde Max Grundig snabbt sälja apparater och lade grunden till de nya framgångarna.
Efter kriget breddade man utbudet och fick framgångar med TV-apparater. Grundig blev ett av de ledande märkena i Västtyskland och Europa. Max Grundig blev sinnebilden för den lyckade företagsledaren. Den stora förmögenhet placerades i Max-Grundig-Stiftung. Under 1970-talet följde sämre tider då man gjorde felsatsningar och fick hård konkurrens från asiatiska tillverkare. Försök till allianser med asiatiska tillverkare och det egna videosystemet misslyckades. 1984 sålde Max Grundig företaget till Philips och lämnade företaget en kort tid därefter. Max Grundig sista stora projekt blev färdigställandet av ett lyxhotell.

### Fotnoter
1. ↑  ”Max Grundig” (på tyska). http://knerger.de/html/grundigmunternehmer_24.html. Läst 18 maj 2019.
2. ↑  ”Grundig History - From The Foundations To Present”. Grundig.co.uk. https://www.grundig.co.uk/about-grundig/history. Läst 18 maj 2019.